# زلزال معمورة العزيز 2020
زلزال معمورة العزيز 2020 أو زلزال إلازغ 2020 أو زلزال تركيا عام 2020 هو زلزال بقوة 6.7 درجة وقع في الساعة 20:55 بالتوقيت المحلي بتاريخ 24 يناير 2020. حُدّد الموقع في إقليم إلازغ على بعد قرابة 550 كيلومتراً إلى الشرق من العاصمة أنقرة، ووقعت عشرات الهزات الارتدادية بعده. قُتل ما لا يقل عن 29 شخصًا وأصيب مئات آخرون.

## التركيب التكتوني
معظم تركيا تقع على صفيحة الأناضول، التي تُضغط غربًا بسبب التصادم بين الصفيحة العربية والصفيحة الأوراسية هذه الحركة المتجهة غربًا تستوعبها منطقتان كبيرتان من الفالق، وهما من «الغرب إلى الشرق» تتجه إلى الصدع الشمالي الأيمن للأناضول في شمال البلاد ومن «الجنوب الغربي إلى الشمال الشرقي» SW-NE وتتجه إلى فالق شرق الأناضول نحو الجنوب الشرقي. وتُعد الحركة على هذين الفالقين مسؤولة عن العديد من الزلازل الكبيرة والمدمرة تاريخيا. ومن أحدث الزلازل الكبرى التي وقعت في منطقة شرق الأناضول نجد زلزال بينغول عام 2003 وزلزال إلزاي عام 2010.